# なみだ色の消しごむ
なみだ色の消しごむ（なみだいろのけしごむ）は、FreoMottoに所属する7人組女性アイドルグループ。2023年7月15日プレデビュー。7月17日正式デビュー。略称は「なみけし」。

## 概要
- いちぜん!に所属していた高山結衣、滝口愛奈と欲バリセンセーションに所属していた堀川すず、高松穂乃花、廣川かのん、そしてオーディションによって選ばれた白浜つゆはの6人で結成。
- グループ名に含まれている消しごむの由来は、ファンの「もやもやした気持ちを消したい」という想い（と、その他もろもろの理由）から。また、メンバーが心動かされた瞬間に流すさまざまな涙は、アイドルとしての生き方に影響を与える。その彼女たちの涙によって色付いた消しごむという意味も込めており、略称の「なみけし」についてもファンの心の（荒）波を消して穏やかにするということもかけているという[1]。
- 2025年5月、菜森未咲、望月唯織が加入[2]、高山結衣が脱退[3]。

## メンバー
| 名前                        | 誕生日  | 担当カラー | 出身地 | 活動期間        | 備考                                     |
| --------------------------- | ------- | ---------- | ------ | --------------- | ---------------------------------------- |
| 滝口 愛奈 たきぐち あいな   | 9月30日 | 水色       | 千葉県 | 2023年7月15日〜 | いちぜん!時代は片上あいなとして活動      |
| 堀川 すず ほりかわ すず     | 2月11日 | 赤         | 大阪府 | 2023年7月15日〜 |                                          |
| 高松 穂乃花 たかまつ ほのか | 7月12日 | オレンジ   | 埼玉県 | 2023年7月15日〜 |                                          |
| 廣川 かのん ひろかわ かのん | 3月1日  | 紫         | 福岡県 | 2023年7月15日〜 |                                          |
| 白浜 つゆは しらはま つゆは | 2月5日  | ピンク     | 埼玉県 | 2023年7月15日〜 |                                          |
| 菜森 未咲 なもり みさき     | 11月2日 | 黄色       | 北海道 | 2025年6月2日〜  | 元スターチスのラブレター、青山学院大学卒 |
| 望月 唯織 もちづき いおり   | 3月8日  | 白色       | 千葉県 | 2025年6月2日〜  | 元 bluelegends                           |

## 元メンバー
| 名前                    | 誕生日   | 担当カラー     | 出身地 | 活動期間                     | 備考 |
| ----------------------- | -------- | -------------- | ------ | ---------------------------- | ---- |
| 高山 結衣 たかやま ゆい | 12月14日 | ミントグリーン | 埼玉県 | 2023年7月15日〜2025年5月30日 |      |

## 略歴

### 2023年
- 6月10日 - フレオ新グループ結成を発表。[5]
- 7月15日 - 品川ザ・グランドホール「アイドルアラモードプチvol.51」でプレデビュー。いちぜん!『君夏ハナビ』、欲バリセンセーション『サニーシャイン』のカバーを披露。MCにてグループ名「なみだ色の消しごむ」を発表。
- 7月17日 - 神田明神ホールでお披露目公演「秘密のダイアローグ」開催。
- 7月30日 - 6人揃って「近代麻雀浴衣祭in鳩山会館」に出演。
- 8月14日 - Spotify O-Westで1stワンマンライブ「なみだ色ってどんな色？」を開催。『恋になるまで』と『いつまでも好きな人』を初披露。東名阪福ツアーの開催と動員に応じたサブスク配信、MV制作をかけたリツイート企画の実施を発表。[6]
- 9月29日 - 池袋harevutaiで滝口愛奈生誕祭を開催。
- 10月1日 - FAN J twiceで1stツアー「消しごむをくれた君に恋をした」大阪公演開催。171人動員。『メインキャラクター』初披露。[7][8]
- 10月19日 - 渋谷クロスFMにて初の冠ラジオ番組「波切っていきまSHOW!!」放送開始。『恋になるまで』MVを番組で一部解禁、放送終了後にフルバージョンをYoutube公開。[9][10]
- 11月4日 - The Voodoo Loungeで1stツアー「消しごむをくれた君に恋をした」福岡公演開催。123人動員。『ボクコイ』初披露。[11]
- 11月8日 - 『恋になるまで』配信開始。
- 11月18日 - Zephyr Hallで1stツアー「消しごむをくれた君に恋をした」名古屋公演開催。345人動員。『かわいくなって世界変えたい』初披露。[12]
- 11月22日 - 『メインキャラクター』配信開始。
- 12月3日 - Zepp Shinjuku「フレオ祭2023～東名神ツアー」東京公演にて『スノーパレード』初披露。
- 12月14日 - 渋谷STREAM HALLで高山結衣生誕祭を開催。
- 12月22日 - SUNSHINE SAKAEでフレオマネジメント所属アイドルグループとのコラボイベント「WINTER PARADISE」開催。観覧車のゴンドラにメンバー写真をラッピング。（-2024年1月31日）[13]
- 12月27日 - 白金高輪SELENE b2で1stツアー「消しごむをくれた君に恋をした」東京公演開催。468人動員。『ホワイトイノセンス』『夢色のヒカリ』初披露。翌年4月9日にSpotify O-EASTにて2ndワンマンライブ開催を発表。[14][15]
- 12月28日 - 『いつまでも好きな人』MVをYoutube公開。[16]

### 2024年
- 1月16日 - 渋谷WWWで半周年記念公演「PRIME NUMBER」開催。
- 1月17日 - 『トキメキ以上、恋未満。』『アイズ』『ボクコイ』配信開始。
- 1月30日 - ファミリーマートの店内放送「ミックスファムwith your voice」にて『恋になるまで』をオンエア。（-2月12日）[17]
- 2月4日 - P.A.R.M.S秋葉原で白浜つゆは生誕祭を開催。
- 2月17日 - 梅田am HALLで堀川すず生誕祭を開催。
- 3月1日 - Spotify O-WESTで廣川かのん生誕祭を開催。
- 3月6日 - 『きらめきコネクト』『ケセランパーティタイム』『いつまでも好きな人』『かわいくなって世界変えたい』配信開始。
- 3月15日 - 公式ファンクラブを開設。[18]
- 3月20日 - 『ホワイトイノセンス』配信開始、MVをYoutube公開。[19]
- 4月9日 - Spotify O-EASTで2ndワンマンライブ「あの日のなみだで咲いた花」を開催。『未来で待ってて』初披露。
- 4月15日 - 『未来で待ってて』MVをYoutube公開。[20]
- 4月26日 - aube shibuyaで廣川かのん・白浜つゆはアイドル10周年記念単独公演を開催。
- 4月28日 - F.A.D YOKOHAMAで「お試しFreeツアー ～GWはなみけしへGO!～」横浜公演を開催。5月4日までに4公演を実施し、最終東京公演にて1周年記念対バンおよび単独公演の開催を発表。（4月29日  大阪公演 246LIVEHOUSE GABU、5月1日 名古屋公演 NAGOYA ReNY limited、5月4日 東京公演 白金高輪SELENE b2）[21][22]
- 5月15日 - 『未来で待ってて』配信開始。
- 7月7日 - 池袋harevutaiで高松穂乃花生誕祭を開催。
- 7月8日 - KT Zepp yokohamaでデビュー1周年記念主催対バン「Neat Meets vol.3 PREMIUM」開催。『スイカ・パルファム』初披露。
- 7月24日 - 『スイカ・パルファム』が配信開始。
- 8月2日、4日 - TOKYO IDOL FESTIVALに初出演。[23]
- 8月19日 - Zepp Shinjukuでデビュー1周年記念単独公演「この夏、君に告らせたい」開催。『この夏、好きになればいい』『青春イマージュ』初披露。CDアルバムリリースと年末大感謝東名ツアー開催を発表。[24]
- 8月26日 - Spotify O-nestで定期公演「今日もおつけし!」第1回公演を開催。[25]
- 9月4日 - 『この夏、好きになればいい』『青春イマージュ』配信開始。
- 9月22日 - 滝口が近代麻雀水着祭ファイナルに出演。[26][27]
- 9月29日 - 池袋harevutaiで滝口愛奈生誕祭を開催。
- 11月2日 - 第24回明治大学生明祭に出演（学園祭初出演）。[28]
- 12月7日 - ラクーアガーデンステージで1stアルバムリリースイベント、『星空はなみだ色』を初披露。
- 12月14日 - 恵比寿ガーデンルームで高山結衣生誕祭を開催。
- 12月25日 - 全12曲入りの1stアルバム『なみだ色ってどんな色？』をリリース、配信開始。収録曲『わたし勝手なキューピッド』MV（MEGAドン・キホーテ成増店で撮影）をYoutube公開。[29][30][31]
- 12月28日 - DIAMOND HALLで「感謝来福！東名ツアー」名古屋公演を開催。『わたし勝手なキューピッド』初披露、Zepp Nagoyaで2025年4月30日に3rdワンマンライブ開催を発表。[32]
- 12月30日 - 白金高輪SELENE b2で「感謝来福！東名ツアー」東京公演を開催。『夢に続くストライド』初披露、TOKYO DOME CITY HALLで2025年12月29日にワンマンライブ開催を発表。[33]

### 2025年
- 1月2日 - 『星空はなみだ色』『夢に続くストライド』MVをYoutube公開。[34][35]
- 1月30日 - ワロップで初の冠バラエティー番組『なみけしのオモセカ！』放送。[36]
- 2月4日 - 渋谷WWW Xで白浜つゆは生誕祭開催。
- 2月15日 - P.A.R.M.S秋葉原で堀川すず生誕祭開催。
- 2月23日 - Yogibo META VALLEYでドラマチックレコードとの東名阪ツーマンツアー『春の前奏曲』大阪公演開催。[37]
- 3月1日 - 池袋harevutaiで廣川かのん生誕祭開催。
- 3月16日 - Zephyr Hallで東名阪ツアー『春の前奏曲』名古屋公演開催。
- 3月29日 - 品川ザ・グランドホールで東名阪ツアー『春の前奏曲』東京公演開催。
- 4月1日 - エイプリルフール企画として『ギャルになりたい』のMVをグループ公式Xで公開。翌4月2日、同MVをYoutube公開。フルバージョンの音源の配信も開始。[38][39]
- 4月30日 - Zepp Nagoyaで3rdワンマンライブ「ブルーミングパレード」開催。『ナイモノネダリ』およびユニット曲『こいぬモード』『一人じゃない』『ファンシーキッスモータース』初披露。7月12日に東武動物公園イベントステージ HOLA!で2周年記念ワンマンライブの開催を発表。また、千葉テレビで6月13日から放送が開始される「昨日のアレ観」にレギュラー出演することを番組MCを担当する渡邊渚が登場しサプライズで発表された。[40]
- 5月11日 - グループ公式Xで新メンバーとして菜森未咲、望月唯織が加入することを発表。お披露目公演を6月2日にSpotify O-WESTで実施することもあわせて発表された。[2]
- 5月30日 - 「信頼を著しく損なう行為が確認された」として、高山結衣が同日付でグループを脱退することが発表された[注 1]。[42][3]
- 6月2日 - Spotify O-WESTで新メンバーお披露目公演を開催。[43]
- 6月10日 - 渋谷シダックスカルチャーホールで高松穂乃花がグループ初となるソロコンサートを開催し『灯陽』を初披露。[44]
- 6月13日 - 千葉テレビでグループ初のテレビレギュラー番組「昨日のアレ観」が放送開始。
- 7月9日 - Spotify O-WESTで高松穂乃花生誕祭を開催。
- 7月12日 - 東武動物公園イベントステージ HOLA!で2周年記念ワンマンライブ「なみキャン」開催。『A・S・B』初披露。また、公式キャラクター「消しごむくん」と9月からメンバープロデュースによるRoad to Kanadevia Hallツアーと題したツアーの開催を発表。[45]
- 7月31日 - 『A・S・B』配信開始。[46]
- 9月13日 - ESAKA MUSEでRoad to Kanadevia Hallツアー大阪公演開催予定。
- 9月15日 - BEAT STATIONでRoad to Kanadevia Hallツアー福岡公演開催予定。
- 9月21日 - ヘブンズロックさいたま新都心VJ-3でRoad to Kanadevia Hallツアー埼玉公演開催予定。
- 9月28日 - Zephyr HallでRoad to Kanadevia Hallツアー愛知公演開催予定。
- 10月4日 -　柏PALOOZAでRoad to Kanadevia Hallツアー千葉公演開催予定。
- 10月19日 - 神田スクエアホールでRoad to Kanadevia Hallツアー東京公演開催予定。
- 12月29日 - Kanadevia Hallでワンマンライブ開催予定。

## 作品

### アルバム
| #   | 発売日         | タイトル               | 収録曲 | 規格品番 | 備考 |
| --- | -------------- | ---------------------- | --- | -------- | --- |
| 1st | 2024年12月25日 | なみだ色ってどんな色？ | 1. OVERTURE 2. かわいくなって世界変えたい 3. メインキャラクター 4. わたし勝手なキューピッド 5. 青春イマージュ 6. ホワイトイノセンス 7. 夢色のヒカリ 8. 星空はなみだ色 9. 君夏ハナビ 10. サニーシャイン 11. アイズ 12. 夢に続くストライド | NMKS-001 | 下記日程でリリースイベントを開催。 - 11月4日 - サンシャインサカエ グランドキャニオン広場 - 12月7日 - 東京ドームシティ ラクーアガーデンステージ - 12月21日 - ヨドバシカメラマルチメディア梅田 2階Links広場 - 12月24日 - SHIBUYA SCRAMBLE S S-LABO |

### CD-R
- 『恋になるまで ～ Christmas ver. ～』（2024年1月、オンラインショップにて販売）[47]

1. 恋になるまで ～ Christmas ver. ～
2. 恋になるまで ～ Christmas instrumental ver. ～

- 『灯陽』（2025年7月、高松穂乃花生誕祭にて販売） - 高松ソロ[48]

1. 灯陽
2. 灯陽-piano ver.-

### 映像作品
- 『1st ONE-MAN LIVE なみだ色ってどんな色？』（2023年11月、オンラインショップにて販売）

2023年8月14日に行われた公演から全11曲+MCを収録。
- 『1st Tour-final 消しごむをくれた君に恋をした』（2024年4月、オンラインショップにて販売）

2023年12月27日に行われた公演からMCを含むフル映像を収録。
- 『2ndワンマンライブ あの日のなみだで咲いた花』（2024年10月、オンラインショップにて販売）

2024年4月9日に行われた公演映像を収録。

### 提供作品
- MyDresscode『Dreamer』（2024年4月10日配信開始、アルバム『MyDresscode』収録） - 滝口が作詞を担当[49]

### デジタル写真集
- 『NEWヒロイン誕生！』（2025年2月26日配信、光文社[FLASHデジタル写真集]） - 滝口[50]
- 『She is so Lovely』（2025年7月8日配信、東京ニュース通信社[B.L.T.デジタル写真集]） - 滝口[51]
- 『wait for me』（2025年9月5日配信予定、少年画報社[YK PHOTO ALBUM]） - 滝口

### 楽曲一覧
| #  | 曲名                       | 作詞             | 作曲             | 編曲               | 初披露日       | 配信 | 備考                                                 |
| -- | -------------------------- | ---------------- | ---------------- | ------------------ | -------------- | ---- | ---------------------------------------------------- |
| 1  | トキメキ以上、恋未満。     | 水井尊さ         | 八巻俊介         | 八巻俊介           | 2023年7月17日  | ○    |                                                      |
| 2  | きらめきコネクト           | IMAKISASA(Wee's) | IMAKISASA(Wee's) | 小川裕太郎(Wee's)  | 2023年7月17日  | ○    |                                                      |
| 3  | ケセランパーティータイム   | mimimy           | 八巻俊介         | 八巻俊介           | 2023年7月17日  | ○    |                                                      |
| 4  | アイズ                     | 金子麻友美       | 八巻俊介         | 八巻俊介           | 2023年7月17日  | ○    |                                                      |
| 5  | 恋になるまで               | 大山恭子、阿部史 | 渡邉俊彦         | 渡邉俊彦           | 2023年8月14日  | ○    | サンテレビ「ワチャラチャ忍忍」エンディングテーマ     |
| 6  | いつまでも好きな人         | 塚田耕平         | 塚田耕平         | 早川博隆、浅田大貴 | 2023年8月14日  | ○    |                                                      |
| 7  | メインキャラクター         | mimimy           | 渡邉俊彦         | 渡邉俊彦           | 2023年10月1日  | ○    |                                                      |
| 8  | ボクコイ                   | ウチダアキヒコ   | ウチダアキヒコ   | ウチダアキヒコ     | 2023年11月4日  | ○    |                                                      |
| 9  | かわいくなって世界変えたい | 金子麻友美       | 八巻俊介         | 八巻俊介           | 2023年11月18日 | ○    |                                                      |
| 10 | スノーパレード             | mimimy           | 浅田大貴         | 浅田大貴           | 2023年12月3日  |      |                                                      |
| 11 | ホワイトイノセンス         | mimimy           | J.K≒3.0          | J.K≒3.0            | 2023年12月27日 | ○    |                                                      |
| 12 | 夢色のヒカリ               | 金子麻友美       | 渡邉俊彦         | 渡邉俊彦           | 2023年12月27日 | ○    |                                                      |
| 13 | 未来で待ってて             | 大山恭子         | 早川博隆         | 浅田大貴、早川博隆 | 2024年4月9日   | ○    |                                                      |
| 14 | スイカ・パルファム         | 金子麻友美       | 八巻俊介         | 八巻俊介           | 2024年7月8日   | ○    |                                                      |
| 15 | この夏、好きになればいい   | 谷のばら         | 谷のばら         | ヤマモトショウ     | 2024年8月19日  | ○    |                                                      |
| 16 | 青春イマージュ             | M!SATO           | 宮川麿           | 宮川麿             | 2024年8月19日  | ○    |                                                      |
| 17 | 星空はなみだ色             | M!SATO           | 宮川麿           | 宮川麿             | 2024年12月7日  | ○    |                                                      |
| 18 | わたし勝手なキューピッド   | ぼっちぼろまる   | ぼっちぼろまる   | ぼっちぼろまる     | 2024年12月28日 | ○    |                                                      |
| 19 | 夢に続くストライド         | mimimy           | J.K≒3.0          | J.K≒3.0            | 2024年12月30日 | ○    |                                                      |
| 20 | ギャルになりたい           | 金子麻友美       | 八巻俊介         | 八巻俊介 / いづこ  |                | ○    | エイプリルフール企画から誕生した楽曲。ライブ未披露。 |
| 21 | ナイモノネダリ             | 久下真音         | 金山秀士         | 金山秀士           | 2025年4月30日  |      |                                                      |
| 22 | こいぬモード               |                  |                  |                    | 2025年4月30日  |      | 廣川、白浜によるユニット曲。                         |
| 23 | 一人じゃない               |                  |                  |                    | 2025年4月30日  |      | 高山、滝口によるユニット曲。                         |
| 24 | ファンシーキッスモータース |                  |                  |                    | 2025年4月30日  |      | 堀川、高松によるユニット曲。                         |
| 25 | 灯陽                       | 高松穂乃花       | 南悠翔           |                    | 2025年6月10日  |      | 高松によるソロ曲。                                   |
| 26 | A・S・B                    | 永塚健登         | 八巻俊介         | 小川裕太郎(Wee's)  | 2025年7月12日  | ○    |                                                      |

## 出演

### テレビ
- バズリズム02（2024年1月5日・12日、日本テレビ） - 「あの人ランキング」にて『恋になるまで』のMVがオンエア。[53]
- ガルボムTV（2024年7月5日、TOKYO MX）[54]
- 生放送だよ！アイドルお宝くじ Vol.3（2025年3月12日、テレ朝チャンネル1）[55]
- ミッドナイト屋台〜ラ・ボンノォ〜 第6話（2025年5月17日、東海テレビ・フジテレビ）[56]
- 昨日のアレ観（2025年6月13日-、千葉テレビ）[40][57]

### ラジオ
- 波切っていきまSHOW!!（2023年10月19日 - 2024年10月3日、渋谷クロスFM） - 24年5月まで隔週木曜、24年6月から第一木曜放送
- アイドルジェネレーション（ラジオNIKKEI）
  - 2023年11月24日 - 滝口、廣川[58]
  - 2024年3月22日 - 滝口、白浜[59]
  - 2024年9月13日 - 高山、高松[60]
- 手羽先センセーションのテバラジ！（2024年6月18日、FM AICHI） - 堀川[61]

### ネット番組
- ヌマトーク（2023年12月21日、.yell Live） - 高松、白浜[62]
- ＠JAMトークバラエティ"ドルバナ"（SHOWROOM）
  - 2024年5月28日 - 高山[63]
  - 2025年2月25日 - 高松[64]
- なみけしのオモセカ！（2025年1月30日、4月21日、ワロップ）

### 書籍
- Top Yell NEO 2024 SPRING（2024年4月1日、竹書房）
- FAVE vol.2（2024年5月31日、らんくう） - 白浜[65]
- SPA!（扶桑社） - 白浜（表紙）[66][67]
  - 7/30･8/6合併号（2024年7月23日）
  - 7/30･8/6合併号TIF特別版（2024年7月30日）

　週刊SPA!とTIF2024のコラボ企画として優勝したアイドルの所属グループにSPA!表紙の権利が与えられるイベントに参加。
- bis 2024年秋号（2024年8月30日、光文社） - 滝口[68]
- BRODY 2024年12月号（2024年10月23日、白夜書房）[69]
- EX大衆 2024年12月号（2024年11月15日、双葉社） - 廣川[70]
- FLASH 2025年3月11日号（2025年2月26日、光文社） - 滝口[50]
  - FLASH 2025年4月29日、5月6日号（2025年4月15日、光文社）

　"今見るべきアイドル45人"として同年2月配信のデジタル写真集のカットとともに滝口が掲載。
- 週刊ヤングマガジン 2025年14号（2025年3月3日、講談社） - 滝口[72]
  - ヤンマガWeb（2025年3月23日公開）

　誌面で掲載されたものとは別の秘蔵カットをWeb限定で公開。無料分のほか有料分もあり。
- B.L.T. 2025年7月号（2025年5月28日、東京ニュース通信社） - 滝口[74]
- bis 2025年夏号（2025年5月30日、光文社） - 滝口[75]
- Zipper 2025年夏号（2025年6月30日、祥伝社） - 高松[76]
- IDOL FILE vol.36（2025年7月4日、シンコーミュージック） - 高松[77]
- ヤングキング2025年16号（2025年7月28日、少年画報社） - 滝口[78]